# Diocèse de Kandi
Le Diocèse de Kandi (Dioecesis Kandinus) est une diocèse de l'Église catholique au Bénin, dont le siège est à Kandi dans la cathédrale Notre-Dame-du-Mont-Carmel de Kandi.

## Évêques
- 19 décembre 1994-10 juin 2000 : Marcel Agboton (Marcel Honorat Léon Agboton)
- depuis le 29 janvier 2000 : Clet Fèliho

## Territoire
Il comprend le département d'Alibori.

## Histoire
Le diocèse de Kandi est érigé le 19 décembre 1994 par détachement du diocèse de Parakou.

## Galerie

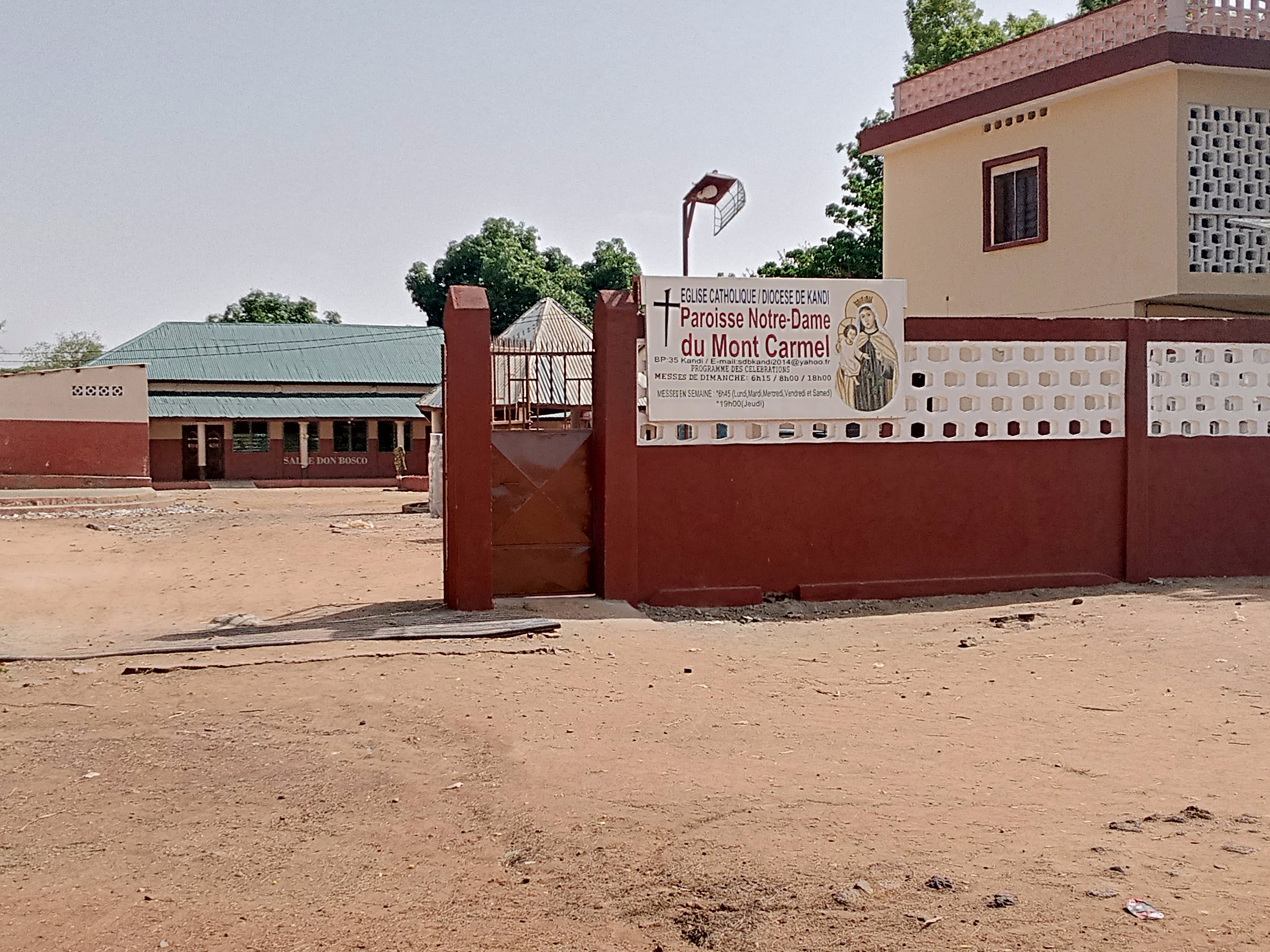
Entrée secondaire de la paroisse Notre-Dame-du-Mont-Carmel de Kandi.
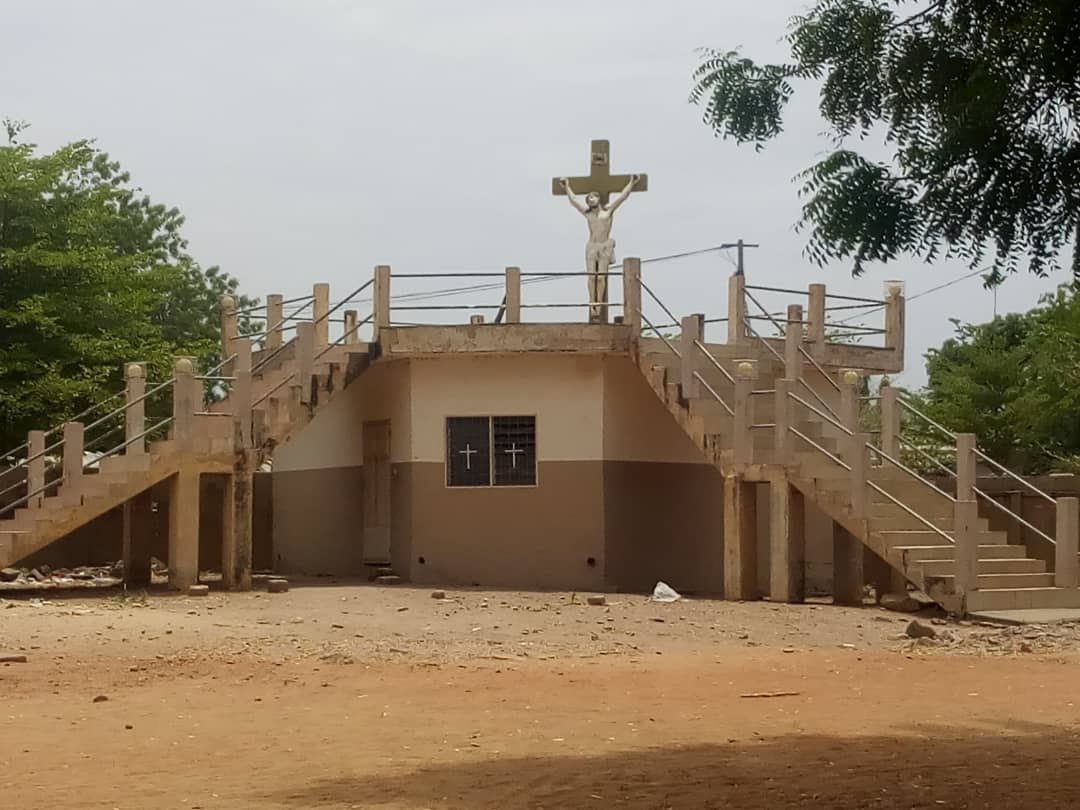
Croix du Christ à la cathédrale Notre-Dame-du-Mont-Carmel de Kandi.